# 云石街杨宅
29°52′1.83″N 121°32′35.97″E / 29.8671750°N 121.5433250°E
云石街杨宅，又称杨坊故居，位于浙江省宁波市海曙区，是晚清宁波第一买办杨坊的故居。故居位于云石街29号（现带河巷18号），建于清代。建筑坐北朝南，由台门、轿门、仪门、大厅和两侧厢房组成。2023年9月1日公布为宁波市文物保护单位。